# Owkin
Owkin — франко-американская компания, специализирующаяся на биотехнологиях, медицине и внедрению технологий с использованием искусственного интеллекта в клинические испытания, диагностику заболеваний, разработку и тестирование новых лекарственных препаратов. Подразделения компании находятся в Париже, Нанте, Берлине, Женеве, Лондоне, Нью-Йорке, Бостоне. В 2024 году Owkin стала участником рейтинга «AI 50», составленного журналом Forbes в партнёрстве с венчурными компаниями Sequoia Capital и Meritech Capital, куда вошли самые перспективные частные компании в сфере ИИ.

## История
Компанию Owkin основали в 2016 году доктор медицинских наук, специалист по клиническим исследованиям Томас Клозель и Жиль Уэйнриб, доктор философии и один из пионеров в сфере машинного обучения в биологии.
В январе 2018 году компания привлекла $11 млн инвестиций для масштабирования своей платформы предиктивной аналитики. В том же году достоянием общественности стали родственные отношения между руководством швейцарского фармацевтического концерна Actelion Pharmaceuticals и Owkin: Томас Клозель оказался сыном Жана-Поля Клозеля, врача-кардиолога, миллиардера и основателя Actelion (в 2017 году приобретён американским фармацевтическим холдингом Johnson & Johnson за 30 млрд долларов).
В ноябре 2021 года Owkin вступила в стратегический альянс с французской международной фармацевтической компанией Sanofi, в рамках которого последняя инвестировала 180 млн долларов в стартап и ещё 90 млн долларов в исследования и разработки по четырем видам рака. В частности, Owkin предоставил партнёру технологию поиска новых биомаркеров и терапевтических мишеней и построения прогностических моделей ответа организма на лечение. Согласно договорённостям, Sanofi получила долю (10-15 %) в Owkin, которая повысила свою оценочную стоимость до 1 млрд долларов. В декабре того же года Owkin и американская биофармацевтическая компания Amgen презентовали совместное исследование, в рамках которого ИИ использовался для более точного прогнозирования риска сердечно-сосудистых заболеваний. В проекте, который длился три года, приняли участие 13 756 человек, страдающих болезнями сердечно-сосудистой системы.
В июне 2022 года компания Owkin заключила стратегический альянс с американской фармацевтической компанией Bristol-Myers Squibb для разработки потенциально более точных и эффективных методик клинических испытаний препаратов, в первую очередь для лечения сердечно-сосудистых заболеваний (инвестиции в проект — 80 млн долларов). В октябре того же года один из топ-менеджеров Sanofi Альбан де ла Саблиер, руководивший в компании партнёрским направлением, перешёл на работу в Owkin на позицию директора по бизнесу.
В марте 2023 года Owkin совместно с компаниями Tribun Health (цифровая визуализация) и Cypath (диагностика патологий) запустил проект по разработке диагностических инструментов с использованием ИИ для выявления онкологических заболеваний на ранних стадиях. В октябре того же года Owkin и французская транснациональная фармацевтическая компания Servier договорились о реализации совместных проектов по развитию лечебных методик в сфере онкологии и других заболеваний. В декабре Owkin заключила стратегическое соглашение с американской международной биофармацевтической компанией Merck & Co (MSD): партнёры разрабатывают и коммерциализируют для европейского рынка технологию цифровой диагностики на базе ИИ для выявления пациентов, которым требуется иммунотерапия.

## Продукты
MSIntuit CRC — цифровой диагностический инструмент предварительного скрининга на базе ИИ для улучшения диагностики и лечения колоректального рака. Позволяет проверить человека на микросателлитную нестабильность (MSI) — ключевой биомаркер данного заболевания. В 2023 году прошёл слепую проверку в крупнейшей сети лабораторий патологии во Франции Medipath, одобрен для использования на всей территории Европейского союза.
Dx RlapsRisk BC — ИИ-инструмент, помогающий спрогнозировать рецидив рака молочной железы, используется для определения оптимального пути лечения женщин, страдающих данным заболеванием.